# Seaton (Devon)
Seaton ist eine Ortschaft an der Südküste Englands in der Grafschaft Devon. Er gehört zum District East Devon und zählte 7111 Einwohner im Jahr 2004.

## Lage
Seaton liegt an der Ärmelkanalküste, westlich der Mündung des River Axe, mit roten Klippen auf der einen Seite und weißen Klippen auf der anderen. Der Ort liegt circa 37 Kilometer östlich der Stadt Exeter, 15 Kilometer östlich von Sidmouth und etwa 12 Kilometer westlich von Lyme Regis.

## Geschichte
Ein Bauerndorf existierte hier schon 4000 Jahre vor den Römern, und es gab vier eisenzeitliche Wallburgen in der Nähe.
Die ursprüngliche angelsächsische Siedlung trug den Namen Fluta oder Fleet und wurde offenbar im 13. Jahrhundert umbenannt. Den Beginn der Neuzeit erlebte Seaton als ruhiges Fischerdorf, bevor es im 19. Jahrhundert für den Tourismus entdeckt wurde.

## Das Dorf
Der Ort verfügt über einen breiten Kiesstrand und einen kleinen Hafen an der Mündung des Flusses. Im Axe Valley verkehrt landeinwärts bis Colyton die Seaton Tramway, eine Attraktion für Touristen und Ausflügler.

## Geologie
Die Küste im Osten Devons sowie in Dorset gehören zu den Naturwundern der Welt. Von Orcombe Point bis zu Old Harry Rocks erstreckt sich ein 155 Kilometer langer Küstenstreifen, der als erste Naturlandschaft in England von der UNESCO zum Weltnaturerbe erklärt wurde. Seaton ist ein „Gateway Town“ zur sogenannten Jurassic Coast.
Die Steinschichten entlang der Jurassic Coast sind leicht nach Osten gekippt. Deswegen wird der älteste Teil der Küste im westlichen Bereich gefunden, progressiv jüngeres Gestein bildet die Klippen weiter östlich. Die Naturenthüllungen entlang der Küste offenbaren eine kontinuierliche Folge von im Trias, Jura und der Kreidezeit entstandenen geologischen Strukturen und präsentieren etwa 185 Millionen Jahre der Erdgeschichte.